# Lungtog Gyatsho
| Tibetische Bezeichnung                                                               |
| ------------------------------------------------------------------------------------ |
| Tibetische Schrift: ལུང་རྟོགས་རྒྱ་མཚོ                                                      |
| Wylie-Transliteration: lung rtogs rgya mtsho                                         |
| Aussprache in IPA: [luŋtok catsʰɔ]                                                   |
| Offizielle Transkription der VRCh: Lungdog Gyaco                                     |
| THDL-Transkription: Lungtok Gyatso                                                   |
| Andere Schreibweisen: Lungtog Gyatsho, Lungtog Gyatso, Lungtok Gyatso, Luntok Gyatso |
| Chinesische Bezeichnung                                                              |
| Traditionell: 隆朵嘉措                                                               |
| Vereinfacht: 隆朵嘉措                                                                |
| Pinyin:Lóngduǒ Jiācuò                                                                |

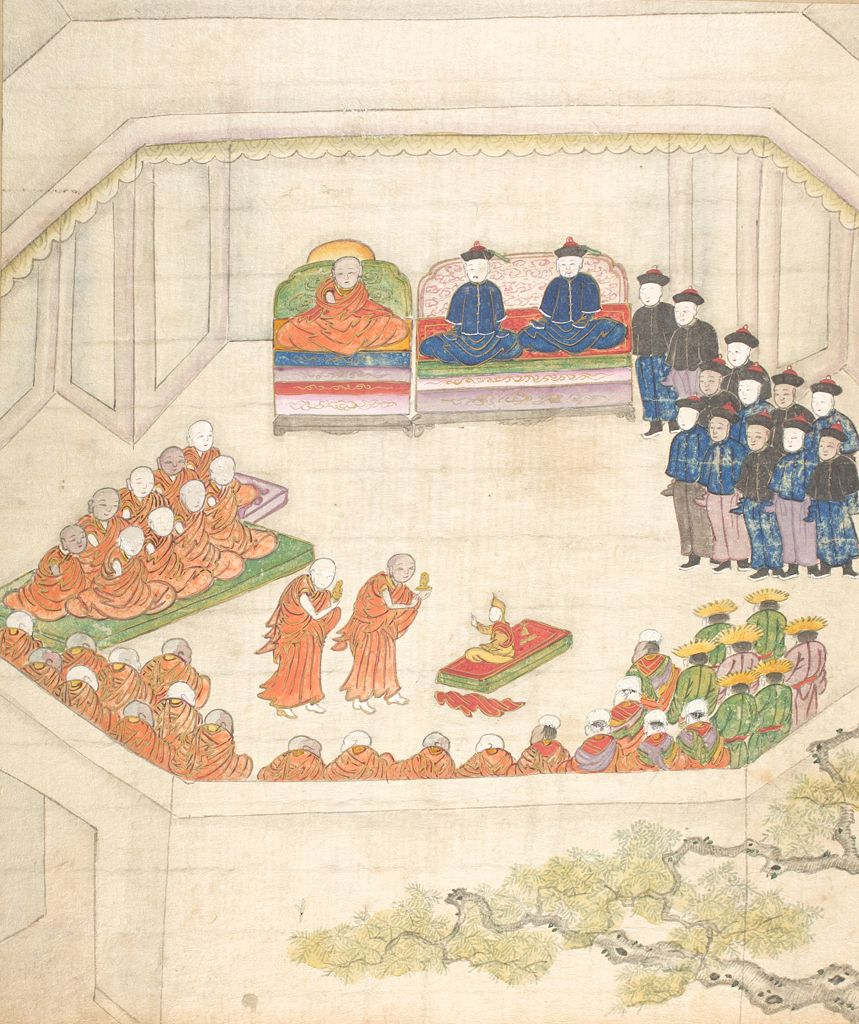
Inthronisation des Lungtog Gyatsho, im Beisein der Ambans um 1808

Lungtog Gyatsho (geboren 1805 im Kreis Zamtang, Ngawa, Sichuan; gestorben 26. März 1815) war der neunte Dalai Lama.

## Leben
Der chinesische Kaiser Qianlong erließ 1793 die „29-Punkte-Vorschrift zur effektiveren Regierung Tibets“, und das System der Losziehung aus der Goldenen Urne zur Bestimmung der Reinkarnation der „lebende Buddhas“ wurde eingeführt,  um Betrug und Korruption im Auswahlprozess zu beseitigen. Dazu sollten alle Kinder, die eine mögliche Reinkarnation sein könnten, gesucht werden, um dann aus ihnen einen auszulosen.
Da Lungtog Gyatsho, als man ihn fand – zur gleichen Zeit wie ein zweiter Junge, der ebenfalls als mögliche Reinkarnation des 8. Dalai Lama galt – so beeindruckende Kenntnis vom Leben des vorherigen Dalai Lamas besessen haben soll, bat man den Kaiser, dieses Mal eine Ausnahme zu machen. Dieser Bitte gab der Kaiser nach, und so wurde Lungtog Gyatsho im Alter von zwei Jahren am 10. November 1808 im Potala-Palast inthronisiert.
Am 26. März 1815 starb Lungtog Gyatsho im Alter von neun Jahren vermutlich an einer Lungenentzündung. Zu dieser Zeit bestand ein Konflikt über die Regierungsgewalt in Tibet zwischen dem Kaiser und der tibetischen Regierung von Ganden Phodrang (tib.: dga' ldan pho brang).